# Симаков, Николай Семёнович (учёный)
Никола́й Семёнович Симако́в (1911—1997) — старейший учёный-садовод Восточной Сибири.

## Биография
Родился в 1911 году. С 1932 по 1940 годы работал старшим специалистом-садовод, а затем заведующим отделом агротехники Красноярской опытной станции плодоводства, а с 1941 по 1956 годы — её директором. С 1957 по 1985 годы работал в Красноярском сельскохозяйственном институте: доцентом, заведующим кафедрой плодоовощеводства и проректором по учебной и научной работе. В 1985 году вышел на пенсию. Являлся активным пропагандистом общественного и коллективного садоводства в Восточной Сибири. Специализировался в агротехнике плодово-ягодных и овощных культур, опубликовал 46 научных работ на эту тему. Имел государственные награды. Скончался в 1997 году.